# ویرجیل (فیلم)
ویرجیل (به انگلیسی: Virgil) یک فیلم سینمایی فرانسوی - تونسی در ژانر درام و کمدی محصول سال ۲۰۰۵ میلادی به کارگردانی مبروک المکری است.
این فیلم دربارهٔ زندگی یک بوکسور فرانسوی بنام (ویرجیل) است که در حومه فرانسه زندگی می‌کند.

## بازیگران
- جلیل لیسپرت در نقش ویرجیل
- لئا دراکر در نقش مارگوت
- ژان-پیر کسل در نقش ارنست
- فیلیپ نائون در نقش لوئیس
- پاتریک
- کریم بلخدرا
- سامی زیتونی
- ژان ماری فرین در نقش ماریو تالوری
- تامر سیسلی در نقش دینو تالوری
- ژان لوک هابیل در نقش مارسل
- مارک دورت